# Травяные мыши
Травяные мыши (лат. Arvicanthis) — род подсемейства Мышиные. Включает 7 видов травоядных мышей, обитающих в Африке и ведущих дневной образ жизни.

## Виды
Род Arvicanthis включает следующие виды:
- Arvicanthis abyssinicus Rüppell, 1842 — Абиссинская травяная мышь
- Arvicanthis ansorgei Thomas, 1910 — Суданская травяная мышь
- Arvicanthis blicki Frick, 1914 — Эфиопская травяная мышь
- Arvicanthis nairobae J. A. Allen, 1909 — Кенийская травяная мышь
- Arvicanthis neumanni Matschie, 1894 — Травяная мышь Ньюманна
- Arvicanthis niloticus É. Geoffroy, 1803 — Травяная мышьtypus
- Arvicanthis rufinus Temminck, 1853 — Гвинейская травяная мышь